# Championnat de Tchéquie de rugby à XV 2021
Navigation
Championnat 2019 Championnat 2022
Le Championnat de Tchéquie de rugby à XV 2021 appelé Extraliga, oppose les huit meilleures équipes tchèques de rugby à XV. 

## Format
Après une annulation en 2020 à cause de la pandémie de Covid-19, le championnat revient sous une forme automnale et adopte un nouveau nom, l'Extraliga. La compétition se déroule sur une seule phase, afin de laisser du temps libre à la sélection nationale. En raison du format, il n'y aura pas de relégation sportive en fin de saison.

## Les clubs de l'édition 2021
Les huit équipes d'Extraliga sont :
| Praga Praha Říčany RC Slavia Prague RC Sparta Prague Smíchov Vyškov Brno Přelouč |

| Équipe               | Stade | Capacité | Ville   |
| -------------------- | ----- | -------- | ------- |
| RC Dragon Brno       |       |          | Brno    |
| RC Praga Praha       |       |          | Prague  |
| RC Mountfield Říčany |       |          | Říčany  |
| RC Slavia Praha      |       |          | Prague  |
| RC Sparta Praha      |       |          | Prague  |
| RC Tatra Smíchov     |       |          | Prague  |
| RC JIMI Vyškov       |       |          | Vyškov  |
| RC Přelouč           |       |          | Přelouč |

## Classement
| Rang | Club                 | J | V | N | D | Bo | Bd | Pm  | Pe  | Diff | Pts |
| ---- | -------------------- | - | - | - | - | -- | -- | --- | --- | ---- | --- |
| 1    | RC Mountfield Říčany | 7 | 7 | 0 | 0 | 5  | 0  | 276 | 100 | +176 | 33  |
| 2    | RC JIMI Vyškov       | 7 | 5 | 0 | 2 | 5  | 1  | 237 | 130 | +107 | 26  |
| 3    | RC Tatra Smíchov     | 7 | 5 | 0 | 2 | 4  | 1  | 221 | 131 | +90  | 25  |
| 4    | RC Sparta Praha (T)  | 7 | 5 | 0 | 2 | 4  | 1  | 227 | 137 | +90  | 25  |
| 5    | RC Praga Praha       | 7 | 3 | 0 | 4 | 4  | 1  | 242 | 175 | +67  | 17  |
| 6    | RC Slavia Praha      | 7 | 2 | 0 | 5 | 1  | 1  | 111 | 300 | -189 | 10  |
| 7    | RC Dragon Brno       | 7 | 1 | 0 | 6 | 1  | 1  | 125 | 208 | -83  | 6   |
| 8    | RC Přelouč (P)       | 7 | 0 | 0 | 7 | 0  | 0  | 99  | 357 | -258 | 0   |

|  | Champion (no 1).                          |
|  | T : tenant du titre 2019, P : promu 2019. |

| Clubs                | BRN   | RIC   | PRA   | PRE   | SLA   | SPA   | SMI   | VYS   |
| -------------------- | ----- | ----- | ----- | ----- | ----- | ----- | ----- | ----- |
| RC Dragon Brno       |       | 11-31 |       | 52-17 |       | 16-34 |       | 14-22 |
| RC Mountfield Říčany |       |       |       |       | 85-0  |       | 32-31 | 26-12 |
| RC Praga Praha       | 49-5  | 26-38 |       |       |       | 22-39 |       |       |
| RC Přelouč           |       | 0-41  | 20-52 |       |       | 8-35  | 6-61  |       |
| RC Slavia Praha      | 19-17 |       | 5-55  | 44-27 |       |       | 18-25 |       |
| RC Sparta Praha      |       | 20-23 |       |       | 57-10 |       |       | 20-19 |
| RC Tatra Smíchov     | 36-10 |       | 19-14 |       |       | 39-22 |       |       |
| RC JIMI Vyškov       |       |       | 49-24 | 72-21 | 34-15 |       | 29-10 |       |

|  | Victoire à domicile |  | Match nul |  | Défaite à domicile |